# George Avakian

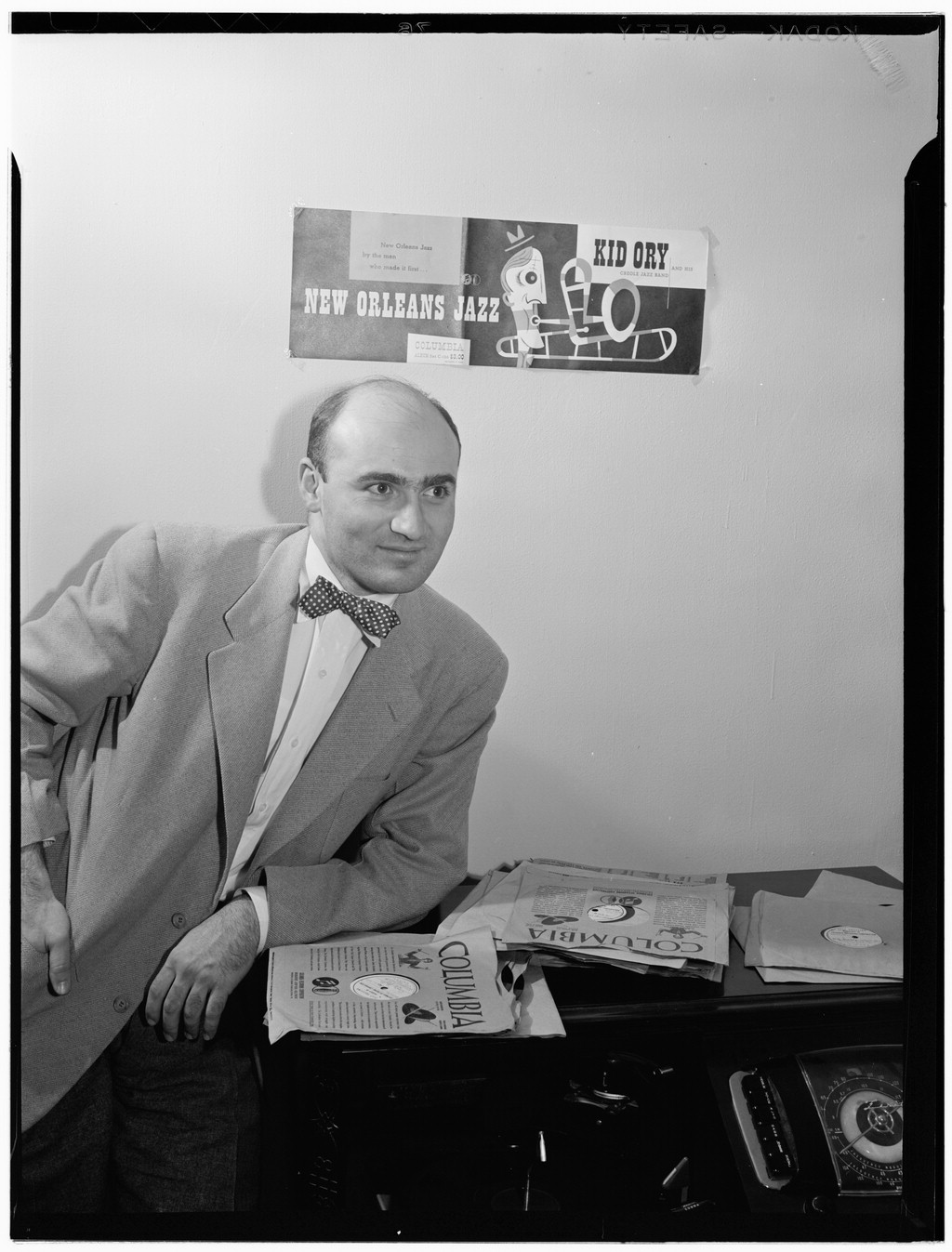
Photographie promotionnelle de George Avakian pour la série Hot Jazz Classics, 1946

George Mesrop Avakian (15 mars 1919 – 22 novembre 2017) est un producteur de disques, manager d'artiste, écrivain, enseignant et dirigeant d'entreprise américain. Mieux connu pour son travail de 1939 au début des années 1960 chez Decca Records, Columbia Records, World Pacific Records, Warner Bros. Records et RCA Records, il a été une force majeure dans l'expansion et le développement de l'industrie américaine du disque. Avakian a travaillé comme producteur et manager indépendant, des années 1960 au début des années 2000 et a collaboré avec des artistes tels que Louis Armstrong, Miles Davis, Duke Ellington, Benny Goodman, Dave Brubeck, Eddie Condon, Keith Jarrett, Erroll Garner, Buck Clayton, Sonny Rollins, Paul Desmond, Edith Piaf, Bob Newhart, Johnny Mathis, John Cage, Alan Hovhaness, Ravi Shankar et de nombreux autres musiciens et compositeurs de jazz notoires.

## Biographie
Avakian est né à Armavir, en Russie, de parents arméniens, Mesrop et Manoushak Avakian. La famille a émigré aux États-Unis en juillet 1923 et est arrivée à bord du S/S Argentina, naviguant de Trieste à New York. Son frère cadet était le photographe et cinéaste Aram Avakian (1926-1987). George Avakian est devenu un fan de jazz au début de son adolescence en écoutant la radio le soir. Ses premiers amours étaient Duke Ellington, Fletcher Henderson, Fats Waller, le Casa Loma Orchestra et Benny Goodman, entre autres. Au cours de sa dernière année d'études, il commence à amasser une énorme collection d’enregistrements de jazz. C'est à cette époque qu'il commence à écrire des lettres à des sociétés telles que Decca et l'American Record Corporation (ARC). ARC en particulier, avait acquis les catalogues des labels en faillite OKeh et Brunswick Records qui avaient tous deux enregistré de nombreux disques de jazz dans les années 1920, et Avakian les incitait à rééditer ces enregistrements.
Alors qu'Avakian est encore à l'Université de Yale, Jack Kapp de Decca Records, répond finalement à ses lettres incessantes, et l'engage pour produire son premier enregistrement, Chicago Jazz (1940), avec des musiciens tels que le guitariste Eddie Condon, le trompettiste Jimmy McPartland et le batteur George Wettling. Cet album est connu comme le premier « album de jazz ». Il se composait de six disques 78 tours, accompagnés de notes d'édition d'Avakian, fournissant tous les crédits et des informations générales, et a servi de modèle pour les albums de jazz à venir.
En 1940, l'ère du swing bat son plein et le Columbia Broadcasting System veut profiter de cet engouement en mettant en avant les origines de cette musique. Après avoir acquis l'American Record Corporation en faillite, CBS est désormais le berceau d'une grande partie des enregistrements de jazz. La compagnie décide de créer une filiale appelée Columbia Records dont le président, Edward Wallerstein, demande à John Hammond de produire une série de rééditions. Hammond refuse, mais il suggère à Columbia de faire appel à Avakian pour le poste.
Avakian, dans sa troisième année à Yale, saisit l'occasion de fouiller les coffres de Columbia à Bridgeport, dans le Connecticut, pour rechercher et assembler ce qui allait être appelé la série Hot Jazz Classics. En utilisant le format qu'il a établi chez Decca, il crée des coffrets consacrés à Louis Armstrong, Bix Beiderbecke, Fletcher Henderson, Bessie Smith et Billie Holiday, entre autres. Au cours de ce processus, il trouve de nombreux titres inédits et les inclut dans les rééditions.
Avakian a découvert un certain nombre de faces inédites de Louis Armstrong Hot 5 et Hot 7 en faisant des recherches sur le premier album de la série, King Louis. Une solide amitié personnelle et professionnelle de plusieurs décennies s'est formée entre eux lorsque le jeune producteur apporte quelques pressages d'essai à faire écouter à Armstrong.
Alors qu'il sert dans l'armée américaine après avoir obtenu son diplôme de Yale, il est rappelé aux États-Unis en 1944 pour suivre une formation spéciale en langues européennes à l'Université de Harvard. En poste à Boston, il produit un programme de radio jazz pour le Bureau d'information de guerre des États-Unis mettant en vedette Eddie Condon, James P. Johnson et Fletcher Henderson, entre autres. Il continue également à écrire pour des magazines tels que Down Beat, Jazz Magazine et Mademoiselle alors qu'il est en poste dans le Pacifique.

## Columbia Records
Après la guerre, il retourne chez Columbia Records où il est responsable des divisions Popular Music et International et continue la production de la série Hot Jazz Classics, ainsi que des séries Special Editions et Archives. En plus d'enregistrer des artistes de jazz et de pop (tels que Sidney Bechet, Arthur Godfrey, Doris Day et Frank Sinatra), Avakian se voit confier le rôle de responsable des albums pop, dont une partie implique la publication des 100 premiers disques pop en 33 tours, une nouvelle technologie perfectionnée par Columbia que la société est déterminée à exploiter au maximum. Avakian était à l'avant-garde des nouvelles méthodes de production pour tirer profit du LP, ce qui représentait une innovation marketing autant que technique.
À peu près à la même époque où il revient chez Columbia, Avakian rencontre également sa future épouse, Anahid Ajemian (en) (1925-2016), une violoniste à l'aube d'un grande carrière d'interprétations et d'enregistrements. Elle et sa sœur, la pianiste Maro Ajemian (1921-1978), deviennent de grandes interprètes et promotrices de la musique contemporaine. Les deux sœurs ont étudié à l'Institute of Musical Art (plus tard la Juilliard School ), ont lancé leur carrière au Town Hall de New York (en 1940 et 1946) et se sont intéressées aux compositeurs contemporains. Ensemble et séparément, les Ajemian créaient et faisaient leurs premiers enregistrements de musique de compositeurs tels que Aram Khatchaturian, John Cage, Alan Hovhaness, Lou Harrison, Ernst Krenek et Elliott Carter. Avakian et Ajemian se sont mariés en 1948 et sont restés ensemble jusqu'à la mort d'Anahid en 2016.
Pendant cette période, Avakian continue à écrire pour des magazines, se diversifiant dans l'enseignement en 1948 en donnant l'un des premiers cours universitaires d'histoire du jazz à l'Université de New York. La même année, Avakian collabore avec Walter Schaap et Charles Delaunay à The New Hot Discography, une traduction anglaise augmentée, de la Hot Discography de Delaunay, le premier catalogue significatif de disques de jazz existants, disponible à l'origine uniquement en France. Avakian a également financé les premiers enregistrements de John Cage et Alan Hovhaness (pour Dial Records, après que le label soit passé du bebop au classique), et a été l'un des cofondateurs de la National Association of Recording Arts and Sciences (NARAS, désormais connue sous le nom de The Recording Academy, et présentatrice des Grammy Awards) en 1957. Il en a été président de 1966 à 1967.
La liste des artistes avec lesquels Avakian a collaboré chez Columbia, puis chez Pacific Jazz, Warner Brothers, RCA en tant que producteur indépendant, est longue. En plus de ceux mentionnés précédemment, on trouve Dave Brubeck, Erroll Garner, Mahalia Jackson, Ravi Shankar, Gil Evans, Lotte Lenya, Gerry Mulligan, Art Blakey, Buck Clayton, Eddie Condon, Tony Bennett, Edith Piaf, Johnny Mathis et Frankie Yankovic. Il a signé sur le label Miles Davis et Dave Brubeck, qui n'avaient auparavant enregistré que pour des indépendants disposant de systèmes de distribution limités.
Au-delà du LP, Avakian a innové dans d’autres domaines : il a fait de Columbia la première grande maison de disques à enregistrer des performances live de jazz et de musique pop. Il a sorti un coffret de 2 LP du concert de Benny Goodman de 1938 au Carnegie Hall en 1950 et a enregistré Lionel Hampton, Harry James et Louis Armstrong en direct. Il a également travaillé en studio avec Armstrong au cours de cette période pour produire certains des meilleurs enregistrements ultérieurs du trompettiste, notamment Louis Armstrong Plays W.C. Handy (en) (1954). De 1956 à 1963, Avakian a produit plusieurs albums phares enregistrés en direct au Newport Jazz Festival, dont Ellington at Newport (1956) et l'album d'accompagnement du film Jazz On A Summer's Day (1958). Il est également l'un des premiers producteurs de musique pop à adopter pleinement les techniques d'enregistrement multipiste et de montage sur bande, en doublant Louis Armstrong sur le single à succès « Mack The Knife » en 1955 (il persuada Armstrong de l'enregistrer), et en doublant et en éditant Miles Ahead de Miles Davis en 1957.

### Affiliations ultérieures
En 1958, après 12 années de carrière à Columbia extrêmement chargées et innovantes, il décide de partir. Après un bref passage en tant que copropriétaire du label beaucoup plus petit Pacific Jazz, Avakian est invité, avec son ancien collègue de Columbia Jim Conkling, à créer une maison de disques pour Warner Brothers (à l'époque le seul grand studio de cinéma à ne pas avoir son propre label de disques). Là, Avakian signe Bob Newhart, produisant le premier album de comédie à remporter un Grammy Award du meilleur album. Il asign également les Everly Brothers et Bill Haley & His Comets.
Avakian a personnellement financé et produit les trois premiers albums d'Alan Hovhaness et de John Cage (sans rapport avec ses emplois chez Columbia) et, en 1958, a présenté le concert rétrospectif de 25 ans de la musique de John Cage au Town Hall, un événement qu'il a également enregistré et vendu de manière indépendante. L'année précédente, Avakian et Ajemian avaient produit une série de trois concerts au Town Hall intitulée Music For Moderns, mettant en vedette des musiciens de jazz et des compositeurs modernes sur la même affiche, une aventure très inhabituelle pour l'époque. Les concerts ont réuni Anahid Ajemian, Dimitri Mitropoulos, le Duke Ellington Orchestra, le Modern Jazz Quartet, Mahalia Jackson, Chico Hamilton, les compositeurs Virgil Thomson et Carlos Surinach, le pianiste William Masselos, l'altiste Walter Trampler et le baryton d'opéra Martial Singher, entre autres.
En 1960, Avakian quitte Warner pour signer comme manager d'artistes pop et de répertoire pour RCA, ce qui lui donne l'opportunité de travailler à nouveau avec des musiciens de jazz. Sa liste comprenait Lambert, Hendricks et Bavan, Paul Desmond, Sonny Rollins (signé par Avakian pour une somme sans précédent pour un musicien de jazz), Gary Burton, et une fois de plus, Benny Goodman. En 1962, Avakian planifie et accompagne la tournée historique du clarinettiste en URSS, ce qui lui permet d'acquérir une expérience précieuse dans ses relations avec les Russes, qui lui sera utile quelques années plus tard.
Fin 1962, Avakian ressent à nouveau la pression de devoir administrer une maison de disques en plus de son travail de production, et négocie un contrat de production indépendant avec RCA Records dans lequel il est embauché sur une base de projet, le soulageant de cette charge de travail. Parallèlement, il commence à gérer et à produire ses propres artistes, à commencer par l'ensemble Orchestra U.S.A. (en) de John Lewis et Gunther Schuller, le chanteur/compositeur Bob Morrison et le saxophoniste Charles Lloyd.
Bien qu'il soit surtout connu pour la production d'albums de jazz et de pop, Avakian s'est notamment impliqué dans deux projets de théâtre. En 1947, il a demandé à un groupe de musiciens, sous la direction du saxophoniste Eddie Barefield, d'interpréter la musique de scène de la pièce Un Tramway nommé Désir lors de ses représentations à Philadelphie et à Broadway.
Alors que l'industrie du disque s'éloigne de plus en plus de la musique qui lui tient à cœur, Avakian quitte RCA en 1964 et n'occupera plus jamais d'emploi à temps plein dans une maison de disques. Il commence à travailler chez Avakian Brothers, et pendant le reste des années 60 jusqu'aux années 70, et réussit en parallèle, à lancer et en diriger la carrière fulgurante de Charles Lloyd, ainsi que celle du jeune pianiste de Lloyd, Keith Jarrett. Avakian a fait en sorte que le Charles Lloyd Quartet, qui comprenait également Jack DeJohnette et Ron McClure, soit le premier petit groupe de jazz américain à se produire en Union soviétique (au Festival de jazz de Tallinn, en 1967). Il produit également plusieurs albums de Lloyd à grand succès pour Atlantic Records. Avakian a fait encore plus pour Jarrett, en organisant des contrats d'enregistrement, en gérant des tournées et en produisant des albums pour Columbia, Atlantic et Impulse. Il a également négocié un contrat pour Jarrett avec Manfred Eicher, le fondateur d'un nouveau label allemand, ECM Records, pour qui Jarrett a enregistré la majeure partie de sa discographie.
Tout au long de sa carrière, Avakian a travaillé dur pour favoriser les échanges interculturels entre les États-Unis et l’Union soviétique. Il est le premier à enregistrer ensemble des artistes soviétiques et américains (Pavel Lisitsian Sings Armenia Songs With Maro Ajemian At The Piano, New York Records, enregistré en 1957, sorti en 1960). Après avoir organisé la tournée de Benny Goodman en 1962 et la performance réussie de Lloyd à Tallinn en 1967, Avakian aide Duke Ellington et les orchestres de Thad Jones/Mel Lewis à planifier leurs visites en URSS, se liant d'amitié avec de nombreuses personnalités de la musique russe, telles que l'écrivain Leonid Pereverzev, le chef d'orchestre Oleg Lundstrem et le trompettiste Valery Ponomarev (en). Avakian a également sponsorisé la première représentation de musiciens soviétiques aux États-Unis (au Village Gate en 1988) et a organisé la participation du Branford Marsalis Quartet au Festival international de jazz de Moscou, les débuts des artistes américains à cet événement, en 1990. Pour ses efforts de toute une vie, l'Union des compositeurs soviétiques a réussi à faire en sorte qu'Avakian reçoive l'Ordre de Lénine, la plus haute distinction de l'ex-Union soviétique, en 1990.
Des années 1970 aux années 2000, Avakian continue à participer occasionnellement à des productions discographiques et dans les années 1980, il produit deux chanteurs, Helen Merrill et Datevik Hovanesian. Dans les années 1990 et 2000, Sony Legacy le consulte pour les rééditions de plusieurs albums et compilations de Miles Davis et Louis Armstrong. Avakian est également resté actif dans la recherche et l'écriture sur le jazz et a découvert plusieurs compositions de Louis Armstrong jusque-là inconnues à la Bibliothèque du Congrès. En 1997, il produit des performances et un enregistrement de celles-ci du trompettiste Randy Sandke et d'autres musiciens (The Re-Discovered Louis and Bix, sur Nagel-Heyer Records, 2000).
Avakian et Anahid Ajemian ont fait don de leur vaste collection d'enregistrements de jazz et de souvenirs à la Bibliothèque publique de New York pour les arts du spectacle au Lincoln Center en 2014 . Une exposition majeure y a été organisée en 2016, intitulée Musique pour les modernes : le partenariat de George Avakian et Anahid Ajemian. Une fois semi-retraité, il s'est impliqué dans les courses hippiques, possédant et élevant plusieurs chevaux de course. Presidential Ball, champion de pacer élevé par Avakian.
Avakian est décédé le 22 novembre 2017, à l'âge de 98 ans, à son domicile de l'Upper West Side de Manhattan à New York. Les Avakian ont eu trois enfants : Maro, Anahid et Gregory